# 毛利語盲文
毛利盲文是毛利语的盲文字母表。它采用英语盲文中的字母wh ，并有一个额外的字母来标记长元音。 （夏威夷盲文使用相同的方式表示长元音。 ) 新西兰采用统一英语盲文以后，毛利盲文被认定与之兼容，并不作修改继续使用。 
因此，在基本拉丁字母表的字母之外还使用了以下字母和二合字母：
| ⠱ (braille pattern dots-156) | ⠸ (braille pattern dots-456) · ⠁ (braille pattern dots-1) | ⠸ (braille pattern dots-456) · ⠑ (braille pattern dots-15) | ⠸ (braille pattern dots-456) · ⠊ (braille pattern dots-24) | ⠸ (braille pattern dots-456) · ⠕ (braille pattern dots-135) | ⠸ (braille pattern dots-456) · ⠥ (braille pattern dots-136) |
| wh                           | ā                                                         | ē                                                          | ī                                                          | ō                                                           | ū                                                           |
Ng写作⠝⠛ ，与印刷体相同。
标点符号与英语盲文一样。